# Disenchantment (serie)
Disenchantment is een Amerikaanse satirische fantasieanimatieserie, gemaakt door de Rough Draft Studio's in Glendale en ontwikkeld door Matt Groening (ook de maker van The Simpsons en Futurama). De serie is enkel exclusief te bekijken via de streaming dienst Netflix  en is ook Groening's eerste klus voor Netflix. De serie maakte zijn debuut op de streamingdienst op 17 augustus 2018 toen de eerste 10 afleveringen van het eerste seizoen beschikbaar werden gemaakt. De overige 10 afleveringen van het eerste seizoen zullen in 2019 verschijnen. Op 22 oktober 2018 maakte Netflix bekend ook een 2e seizoen te hebben besteld, waarvan de eerste 10 afleveringen in 2020 en de overige 10 in 2021 beschikbaar zullen zijn.

## Plot
De serie speelt zich af in de middeleeuwen, in het landje 'Dreamland' en volgt de avonturen van Bean, de prinses van het koninkrijk. Ze is een opstandige, rebelse alcoholist die voornamelijk een normaal leven van een 19-jarige wil leven. Ze is vervloekt en heeft daardoor een persoonlijke demon genaamd Luci. Ze worden vergezeld door de naïeve en optimistische elf, Elfo.
Dreamland wordt geregeerd door Bean's vader, Koning Zøg, die heerst als een tiran. Hij heeft problemen met Bean, door haar rebelse gedrag en begrijpt tot zijn eigen wanhoop niet hoe hij haar moet opvoeden.

## Setting
Dreamland is een klein, middeleeuws landje aan een kust en grenzend aan een magisch woud. De serie speelt zich af in een sprookjesomgeving. In het bos zijn vervloekte delen, woonde Hans en Grietje in een huis van snoep, en wonen veel magische figuren als feeën (die over het algemeen als prostituees werken), pratende dieren en heksen.
Andere delen van het land bevatten meer fantasierijke gedeeltes en zijn bevolkt door moerasbewoners of mythische figuren en landschappen.

## Personages

### Belangrijkste personages
- Bean (Volledige naam: Tiabeanie Mariabeanie de la Rochambeau Grunkwitz), de 19-jarige prinses van Dreamland. Ze is dromer, alcoholist en rebels tegen haar vader en de regels van Dreamland. Zo is ze openbaar dronken, loopt ze naakt, gebruikt drugs en steelt zo nu en dan, tot wanhoop van haar vader. Ze geniet niet van haar rol als prinses en wil het liefst leven en doen zoals normale tieners. Hoewel ze het oudste kind van Koning Zøg is, is ze niet de troonopvolger. Ze heeft een slechte relatie met haar stiefmoeder en mist haar eigen moeder, Koningin Dagmar.
- Luci is een door het koninkrijk Maru als huwelijkscadeau aan Bean gestuurde demon. Hij is de persoonlijke demon van Bean waar zij de rest van haar leven aan vast zit. Hij heeft een slechte invloed op haar en zorgt dat Bean nog slechtere ideeën krijgt en uitvoert. Bean en Elfo weten dat hij een demon is, de rest van het hof en Dreamland geloven dat Luci een bijzondere, pratende kat is (tot zijn eigen grote ergernis). Luci eist niet zoals andere demomen de zielen van mensen die iets van hem willen, maar vraagt in ruil voor hulp een ritje op de rug van diegene.
- Elfo is een 18-jarige elf uit Elfland. Hoewel hij zeer optimistisch is, werd hij in Elfland beschouwd als een pessimist doordat hij daar niet gelukkig was met zijn baan en leven. Na aan zijn executie ontsnapt te zijn, verlaat hij Elfland om de wereld te ontdekken en komt terecht in Dreamland, waar hij al snel vrienden met Bean wordt. Met Luci heeft hij een haat-liefde relatie. Elfo is heimelijk verliefd op Bean, maar durft dit niet toe te geven. In het kasteel wordt hij gebruikt door Koning Zøg, die achter zijn bloed aan zit om een levenselixer te creëren.
- Koning Zøg is de koning van Dreamland en vader van Bean. Door de moord op zijn oudere broer werd hij koning van het koninkrijk. Hij was getrouwd met Dagmar, die de voor hem bedoelde vergiftigde wijn opdronk. Hij mist zijn vrouw enorm en is niet in staat om zijn rebelse dochter op te voeden of te begrijpen. Zo probeert hij haar uit te huwelijken, schopt hij haar het kasteel uit en zet haar in een nonnenklooster. Hij heeft wel toegegeven enorm trots op haar te zijn. Zøg is klein en dik en heeft last van woedeaanvallen. Wanneer hij hierdoor schreeuwt moet hij een speciale schreeuwbelasting betalen die hij zelf in een dronken bui heeft ingevoerd, waardoor hij nog bozer wordt. Ook heeft Zøg de gewoonte om alles wat hij ziet en doet hardop en in 1e persoon te vertellen. Hij zegt dat dit door een beroerte komt.
- Koningin Oona is Beans stiefmoeder en de huidige vrouw van Zøg, alsmede koningin van Dreamland. Ze komt uit het koninkrijk Dankmire en is half amfibie. Haar huwelijk is een pactshuwelijk met Zøg dat voor vrede tussen beide koninkrijken zorgde nadat deze 100 jaar in oorlog met elkaar waren. Ze houdt er niet van om voor reptiel te worden uitgemaakt en gebruikt drugs om haar zorgen te vergeten.
- Odval is de minister-president van Dreamland en persoonlijk adviseur van Zøg. Hij heeft drie ogen, waarvan hij de derde onder een hoed verbergt.
- Sorcerio is de tovenaar die enkel wat slechte kaarttrucs kent. Als tovenaar gelooft hij niet in wetenschap. Zijn belangrijkste taak aan het hof van Zøg is om van Elfo's bloed het levenselixer te creëren.